# Giochi del Mediterraneo
I Giochi del Mediterraneo sono una manifestazione sportiva multidisciplinare organizzata  traendo ispirazione dai Giochi olimpici cui partecipano le nazioni che si affacciano sul Mediterraneo (ad esclusione di Israele e Palestina), più alcune nazioni dell'area mediterranea prive di accesso diretto a tale mare (Andorra, Kosovo, Macedonia del Nord, Portogallo, San Marino e Serbia, confinandoci tramite i mari mediterranei interni o indirettamente tramite Stati confinanti a loro che confinano col mare). Sono organizzati sotto la supervisione del Comitato Internazionale dei Giochi del Mediterraneo.
I giochi si svolgono con cadenza quadriennale, ad eccezione delle edizioni tra 1991 e 1993 (biennale) e 2013 e 2018 (quinquennale).

## Storia
Promossi nel 1948, durante la 42ª Sessione internazionale del CIO a St. Moritz dal vicepresidente del CIO stesso e presidente del Comitato olimpico nazionale egiziano Mohammed Taher Pacha, furono riconosciuti ufficialmente nella 47ª Sessione del Comitato Olimpico Internazionale svoltasi ad Helsinki nel 1952.
I primi Giochi - che coinvolgono attualmente ventiquattro paesi che si affacciano nell'area mediterranea - vennero disputati dal 5 al 22 ottobre 1951 ad Alessandria d'Egitto: vi presero parte 734 atleti (tutti maschi) in rappresentanza di 10 nazioni: Egitto, Francia, Grecia, Jugoslavia, Italia, Libano, Malta, Siria, Spagna e Turchia. Giova tuttavia ricordare che nel 1949 si era tenuta ad Istanbul, la prima edizione ritenuta "non ufficiale".
La seconda edizione dei Giochi venne disputata nel 1955 a Barcellona. Le prime gare femminili vennero introdotte a partire dall'edizione del 1967, tenutasi a Tunisi. Da allora i Giochi vengono disputati regolarmente ogni quattro anni (dal 1993 vengono però effettuati l'anno successivo a quello dei Giochi olimpici e non in quello che li precede).
La bandiera dei Giochi presenta tre cerchi leggermente mossi nella parte inferiore che simboleggiano i tre continenti che si affacciano sul Mediterraneo (Europa, Africa e Asia), che si rispecchiano nel blu del mare nostrum. Nella diciassettesima edizione le discipline sportive rappresentate sono state 27, alcune non olimpiche. Tra le nazioni partecipanti l'unica che non ha mai vinto una medaglia è Andorra.

## Paesi partecipanti

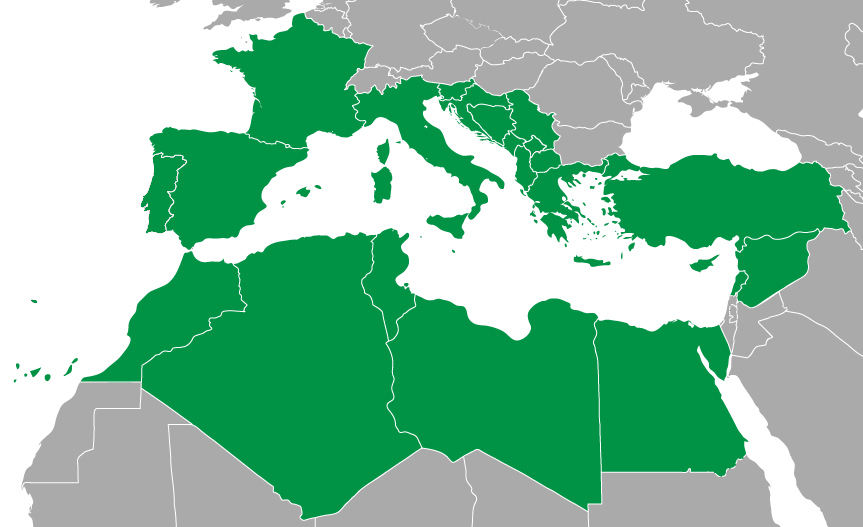
Paesi partecipanti ai Giochi del Mediterraneo

Ai Giochi del Mediterraneo spesso le diverse squadre nazionali hanno presentato elementi delle categorie giovanili pronti a passare nelle formazioni maggiori.
L'Italia nel passato più o meno recente ha scelto di portare tuttavia atleti di spicco o che lo sarebbero poi diventati, come i velocisti di atletica leggera Berruti e Mennea, la saltatrice in alto Sara Simeoni, la saltatrice in lungo Antonella Capriotti, il lottatore Maenza, il tennista Nicola Pietrangeli, i campioni di canottaggio Carmine Abbagnale, Giuseppe Abbagnale e Agostino Abbagnale, il nuotatore Giorgio Lamberti, i ginnasti Jury Chechi e Vanessa Ferrari (quest'ultima l'atleta donna più medagliata di questa competizione), la nuotatrice Federica Pellegrini e il pugile medaglia d'oro olimpica Roberto Cammarelle. Ciò spiega, almeno in parte, la grande quantità di medaglie vinte dagli azzurri nelle varie discipline e sovente i primi posti assoluti nei medaglieri delle varie edizioni.
In totale i Paesi partecipanti ai Giochi del Mediterraneo sono 26 (9 appartengono all’Unione Europea e possono esporre sulle maglie la doppia bandiera): 
- Albania
- Algeria
- Andorra
- Bosnia ed Erzegovina
- Cipro
- Croazia
- Egitto
- Francia
- Grecia
- Italia
- Kosovo[3]
- Libano
- Libia
- Macedonia del Nord
- Malta
- Marocco
- Monaco
- Montenegro[4]
- Portogallo
- San Marino
- Serbia
- Siria
- Slovenia
- Spagna
- Tunisia
- Turchia

Gli unici Paesi affacciati sul mar Mediterraneo che non prendono parte ai giochi sono Israele e Palestina. Durante un incontro per l'organizzazione della XVI edizione dei Giochi, il presidente Addadì ha dichiarato l'esistenza di un gentlemen's agreement o regola non scritta che vuole che i due Paesi entrino a far parte della famiglia mediterranea contemporaneamente, mai in solitaria. Dal 2013 partecipa la Repubblica di Macedonia (oggi Macedonia del Nord). Nell'edizione di Tarragona 2018 c'è stato il debutto nella manifestazione di Kosovo e Portogallo, nonostante questi paesi non siano bagnati dal Mediterraneo.

## Edizioni
Al 2025 sono diciannove le edizioni dei Giochi del Mediterraneo tenutesi.
La ventesima edizione è in programma a Taranto, in Italia, nel 2026.
A causa della crisi economica in Grecia, l'edizione 2013 originariamente in programma a Volo fu riassegnata alla turca Mersina.
La diciottesima edizione, originariamente prevista nel 2017 a Tarragona (Spagna), si tenne altresì un anno più tardi, nel 2018.
Il Paese con il maggior numero di edizioni ospitate, quattro, è l'Italia, includendovi quella citata del 2026 a Taranto; a seguire la Spagna con tre edizioni.
Con due ciascuna figurano Algeria, Turchia e Tunisia.
Egitto, Libano, Grecia, Jugoslavia, Marocco, Siria e Francia ne hanno organizzata una sola ciascuno.
| Edizione | Anno | Sede                   | Paesi | Atleti | Atleti | Atleti | Discipline | Miglior Paese |
| Edizione | Anno | Sede                   | Paesi | M      | F      | Tot    | Discipline | Miglior Paese |
| -------- | ---- | ---------------------- | ----- | ------ | ------ | ------ | ---------- | ------------- |
| I        | 1951 | Alessandria d'Egitto   | 10    | 734    | -      | 734    | 14         | Italia        |
| II       | 1955 | Barcellona             | 10    | 1135   | -      | 1135   | 18         | Francia       |
| III      | 1959 | Beirut                 | 12    | 792    | -      | 792    | 17         | Francia       |
| IV       | 1963 | Napoli                 | 13    | 1057   | -      | 1057   | 17         | Italia        |
| V        | 1967 | Tunisi                 | 12    | 1211   | 38     | 1249   | 14         | Italia        |
| VI       | 1971 | Smirne                 | 14    | 1235   | 127    | 1362   | 17         | Italia        |
| VII      | 1975 | Algeri                 | 15    | 2095   | 349    | 2444   | 18         | Italia        |
| VIII     | 1979 | Spalato                | 14    | 2009   | 399    | 2408   | 25         | Jugoslavia    |
| IX       | 1983 | Casablanca             | 16    | 1845   | 335    | 2180   | 20         | Italia        |
| X        | 1987 | Laodicea               | 18    | 1529   | 467    | 1996   | 17         | Italia        |
| XI       | 1991 | Atene                  | 18    | 2176   | 586    | 2762   | 23         | Italia        |
| XII      | 1993 | Linguadoca-Rossiglione | 19    | 1994   | 604    | 2598   | 25         | Francia       |
| XIII     | 1997 | Bari                   | 21    | 2195   | 804    | 2999   | 25         | Italia        |
| XIV      | 2001 | Tunisi                 | 23    | 2002   | 1039   | 3041   | 23         | Francia       |
| XV       | 2005 | Almería                | 21    | 2134   | 1080   | 3214   | 29         | Italia        |
| XVI      | 2009 | Pescara                | 23    | 2183   | 1185   | 3368   | 29         | Italia        |
| XVII     | 2013 | Mersina                | 24    | 2027   | 967    | 2994   | 32         | Italia        |
| XVIII    | 2018 | Tarragona              | 26    | 2656   | 1885   | 4541   | 28         | Italia        |
| XIX      | 2022 | Orano                  | 26    | 2107   | 1283   | 3390   | 24         | Italia        |
| XX       | 2026 | Taranto                | -     | -      | -      | -      | -          |               |

## Discipline
I Giochi del Mediterraneo non hanno un programma fisso: l'elenco delle discipline viene stabilito e comunicato dal comitato esecutivo del CIGM, su proposta della commissione tecnica, tredici mesi prima dell'apertura dei giochi. Il numero di sport è variato nel corso delle edizioni tra i 14 del 1951 e i 27 delle edizioni 2005 e 2009; vari eventi sono stati disputati in maniera discontinua, mentre otto discipline (atletica leggera, calcio, lotta, nuoto, pallacanestro, pallanuoto, pugilato e ginnastica artistica) sono state sempre presenti. All'interno dei giochi trovano o hanno trovato spazio anche sport non olimpici quali rugby a 15, karate, bocce e gli sport per disabili.
| Anno                  | 51 | 55 | 59  | 63 | 67 | 71 | 75  | 79   | 83 | 87 | 91 | 93  | 97   | 01  | 05 | 09  | 13   | 18    | 22  | 26 |
| ↓Sport ¤ Edizione→    | I  | II | III | IV | V  | VI | VII | VIII | IX | X  | XI | XII | XIII | XIV | XV | XVI | XVII | XVIII | XIX | XX |
| --------------------- | -- | -- | --- | -- | -- | -- | --- | ---- | -- | -- | -- | --- | ---- | --- | -- | --- | ---- | ----- | --- | -- |
| Atletica leggera      | ●  | ●  | ●   | ●  | ●  | ●  | ●   | ●    | ●  | ●  | ●  | ●   | ●    | ●   | ●  | ●   | ●    | ●     | ●   | ●  |
| Atletica per disabili |    |    |     |    |    |    |     |      |    |    |    |     |      |     | ●  | ●   | ●    | ●     |     |    |
| Badminton             |    |    |     |    |    |    |     |      |    |    |    |     |      |     |    |     | ●    | ●     | ●   | ●  |
| Beach volley          |    |    |     |    |    |    |     |      |    |    |    |     |      |     | ●  | ●   | ●    | ●     |     |    |
| Bocce                 |    |    |     |    |    |    |     |      |    |    |    |     | ●    | ●   | ●  | ●   | ●    | ●     | ●   | ●  |
| Calcio                | ●  | ●  | ●   | ●  | ●  | ●  | ●   | ●    | ●  | ●  | ●  | ●   | ●    | ●   | ●  | ●   | ●    | ●     | ●   | ●  |
| Canoa/Kayak           |    |    |     |    |    |    |     | ●    |    |    | ●  | ●   | ●    |     | ●  | ●   | ●    | ●     | ●   | ●  |
| Canottaggio           | ●  | ●  |     | ●  |    |    |     | ●    |    |    | ●  | ●   | ●    | ●   | ●  | ●   | ●    | ●     | ●   | ●  |
| Ciclismo              |    | ●  | ●   | ●  | ●  | ●  | ●   | ●    | ●  | ●  | ●  | ●   | ●    | ●   | ●  | ●   | ●    | ●     | ●   | ●  |
| Equitazione           |    | ●  | ●   |    |    |    |     | ●    | ●  |    | ●  | ●   | ●    |     | ●  | ●   |      | ●     | ●   | ●  |
| Ginnastica artistica  | ●  | ●  | ●   | ●  | ●  | ●  | ●   | ●    | ●  | ●  | ●  | ●   | ●    | ●   | ●  | ●   | ●    | ●     | ●   | ●  |
| Ginnastica ritmica    |    |    |     |    |    |    |     |      |    |    |    |     |      |     | ●  | ●   | ●    | ●     |     |    |
| Golf                  |    |    |     |    |    |    |     |      |    |    | ●  | ●   | ●    | ●   | ●  | ●   |      | ●     |     |    |
| Hockey su pista       |    | ●  |     |    |    |    |     |      |    |    |    |     |      |     |    |     |      |       |     |    |
| Hockey su prato       |    | ●  |     | ●  |    |    |     | ●    |    |    |    |     |      |     |    |     |      |       |     |    |
| Judo                  |    |    |     |    |    | ●  | ●   | ●    | ●  | ●  | ●  | ●   | ●    | ●   | ●  | ●   | ●    | ●     | ●   | ●  |
| Karate                |    |    |     |    |    |    |     |      |    |    |    | ●   | ●    | ●   | ●  | ●   | ●    | ●     | ●   | ●  |
| Lotta                 | ●  | ●  | ●   | ●  | ●  | ●  | ●   | ●    | ●  | ●  | ●  | ●   | ●    | ●   | ●  | ●   | ●    | ●     | ●   | ●  |
| Nuoto                 | ●  | ●  | ●   | ●  | ●  | ●  | ●   | ●    | ●  | ●  | ●  | ●   | ●    | ●   | ●  | ●   | ●    | ●     | ●   | ●  |
| Nuoto per disabili    |    |    |     |    |    |    |     |      |    |    |    |     |      |     | ●  | ●   | ●    | ●     |     |    |
| Nuoto pinnato         |    |    |     |    |    |    |     |      |    |    |    |     |      |     |    |     |      |       |     | ●  |
| Pallacanestro         | ●  | ●  | ●   | ●  | ●  | ●  | ●   | ●    | ●  | ●  | ●  | ●   | ●    | ●   | ●  | ●   | ●    |       |     |    |
| Pallacanestro 3x3     |    |    |     |    |    |    |     |      |    |    |    |     |      |     |    |     |      | ●     | ●   | ●  |
| Pallamano             |    |    |     |    | ●  |    | ●   | ●    | ●  | ●  | ●  | ●   | ●    | ●   | ●  | ●   | ●    | ●     | ●   | ●  |
| Pallanuoto            | ●  | ●  | ●   | ●  | ●  | ●  | ●   | ●    | ●  | ●  | ●  | ●   | ●    | ●   | ●  | ●   | ●    | ●     | ●   | ●  |
| Pallavolo             | ●  |    | ●   | ●  | ●  | ●  | ●   | ●    | ●  | ●  | ●  | ●   | ●    | ●   | ●  | ●   | ●    | ●     | ●   | ●  |
| Pugilato              | ●  | ●  | ●   | ●  | ●  | ●  | ●   | ●    | ●  | ●  | ●  | ●   | ●    | ●   | ●  | ●   | ●    | ●     | ●   | ●  |
| Rugby a 15            |    | ●  |     |    |    |    |     | ●    | ●  |    |    | ●   |      |     |    |     |      |       |     |    |
| Pattinaggio corsa     |    |    |     |    |    |    |     |      |    |    |    |     |      |     |    |     |      |       |     | ●  |
| Scherma               | ●  | ●  | ●   | ●  | ●  | ●  | ●   | ●    | ●  |    | ●  | ●   | ●    | ●   | ●  | ●   | ●    | ●     | ●   | ●  |
| Sci nautico           |    |    |     |    |    |    |     |      |    |    |    |     |      |     |    | ●   | ●    | ●     |     |    |
| Sollevamento pesi     | ●  | ●  | ●   |    | ●  | ●  | ●   | ●    | ●  | ●  | ●  | ●   | ●    | ●   | ●  | ●   | ●    | ●     | ●   | ●  |
| Skateboard            |    |    |     |    |    |    |     |      |    |    |    |     |      |     |    |     |      |       |     | ●  |
| Taekwondo             |    |    |     |    |    |    |     |      |    |    |    |     |      |     |    |     |      |       |     | ●  |
| Tennis                |    |    |     | ●  | ●  | ●  | ●   | ●    | ●  | ●  | ●  | ●   | ●    | ●   | ●  | ●   | ●    | ●     | ●   | ●  |
| Tennistavolo          |    |    |     |    |    |    |     | ●    |    | ●  | ●  | ●   | ●    | ●   | ●  | ●   | ●    | ●     | ●   | ●  |
| Tiro a segno/a volo   | ●  | ●  | ●   | ●  |    | ●  | ●   | ●    |    | ●  | ●  | ●   | ●    | ●   | ●  | ●   | ●    | ●     | ●   | ●  |
| Tiro con l'arco       |    |    |     |    |    |    |     | ●    |    |    |    | ●   | ●    |     | ●  |     | ●    | ●     | ●   | ●  |
| Triathlon             |    |    |     |    |    |    |     |      |    |    |    |     |      |     |    |     |      | ●     | ●   | ●  |
| Tuffi                 |    | ●  | ●   | ●  |    | ●  | ●   | ●    | ●  | ●  | ●  |     |      |     |    |     |      |       |     |    |
| Vela                  |    | ●  | ●   | ●  |    | ●  | ●   | ●    | ●  |    | ●  | ●   | ●    | ●   | ●  | ●   | ●    | ●     | ●   | ●  |
| Totale per edizione   | 14 | 18 | 16  | 17 | 14 | 17 | 18  | 25   | 19 | 17 | 23 | 25  | 25   | 22  | 29 | 29  | 29   | 32    | 24  | 29 |

## Medagliere
Aggiornato a Orano 2022. In corsivo gli stati non più esistenti.
| #      | Nazione              | Oro  | Argento | Bronzo | Totale |
| ------ | -------------------- | ---- | ------- | ------ | ------ |
| 1      | Italia               | 924  | 791     | 747    | 2462   |
| 2      | Francia              | 652  | 600     | 569    | 1821   |
| 3      | Turchia              | 386  | 269     | 315    | 970    |
| 4      | Spagna               | 345  | 474     | 569    | 1388   |
| 5      | Grecia               | 200  | 257     | 349    | 806    |
| 6      | Jugoslavia           | 199  | 177     | 182    | 558    |
| 7      | Egitto               | 156  | 209     | 255    | 620    |
| 8      | Tunisia              | 89   | 101     | 159    | 349    |
| 9      | Algeria              | 86   | 76      | 131    | 293    |
| 10     | Marocco              | 72   | 90      | 116    | 278    |
| 11     | Croazia              | 57   | 69      | 79     | 205    |
| 12     | Slovenia             | 55   | 64      | 99     | 218    |
| 13     | Serbia               | 54   | 51      | 58     | 163    |
| 14     | Siria                | 32   | 42      | 76     | 150    |
| 15     | Rep. Araba Unita     | 23   | 21      | 30     | 74     |
| 16     | Cipro                | 19   | 21      | 25     | 65     |
| 17     | Albania              | 11   | 19      | 18     | 48     |
| 18     | Libano               | 10   | 23      | 42     | 75     |
| 19     | Portogallo           | 10   | 18      | 21     | 49     |
| 20     | San Marino           | 5    | 10      | 8      | 23     |
| 21     | Bosnia ed Erzegovina | 6    | 8       | 25     | 39     |
| 22     | Kosovo               | 6    | 1       | 3      | 10     |
| 23     | Montenegro           | 4    | 8       | 10     | 22     |
| 24     | Macedonia del Nord   | 3    | 2       | 9      | 14     |
| 25     | Libia                | 2    | 1       | 14     | 17     |
| 26     | Malta                | 1    | 4       | 4      | 9      |
| 27     | Monaco               | 1    | 3       | 1      | 5      |
| Totale | Totale               | 3408 | 3409    | 3914   | 10731  |